# Fantastiskt
Fantastiskt var ett underhållningsprogram från Sveriges Television som sändes 1986. Programledare var Kari Storækre, Åke Wilhelmsson och Henrik S. Järrel.
Programmet visade klipp med utländska rekordförsök, inslag som var producerade för Guinness Rekordboks TV-show. Varje program innehöll också ett svenskt rekordförsök i direktsändning. En snarlik programidé återkom 1999 i TV3 med Guinness rekord-TV.